# Democrație

Hartă a mapamondului reprezentând indicele democrației al publicației The Economist în anul 2024

Democrația (în traducere literală „conducere de către popor”, din grecescul δημοκρατία - demokratia, de la demos, „popor” + kratos, „putere” = „puterea poporului”) este un regim politic în care puterea politică este exercitată de către cetățeni, fie direct, fie prin intermediul reprezentanților aleși. Principiile de bază ale democrației sunt separarea puterilor in stat, votul universal și suveranitatea națiunii.
De esența democrației moderne ține respectarea drepturilor omului (egalitatea în fața legii, dreptul la opinie, etc.), pluripartidismul, limitarea și separarea puterilor în stat.
Noțiunea de democrație a evoluat considerabil. Forma originala a democrației a fost democrația directă. Cea mai comună formă de democrație din zilele noastre este democrația reprezentativă, unde oamenii aleg parlamentarii care conduc in numele lor.
Luarea deciziilor de zi cu zi în democrații este o regulă a majorității, deși alte abordări de luare a deciziilor, cum ar fi supramajoritatea și consensul, au fost, de asemenea, o parte integrală a unei democrații. Ele servesc scopului esențial al incluziunii și al legitimității mai largi în probleme sensibile – contrabalansarea majoritarismului – și, prin urmare, au prioritate la nivel constituțional. În varianta comună a democrației liberale, puterile majorității sunt exercitate în cadrul unei democrații reprezentative dar constituția limitează majoritatea și protejează minoritatea, de obicei prin exercitarea tuturor drepturilor individuale, de exemplu libertatea de exprimare sau libertatea de asociere.
Termenul a aparut în secolul al V-lea î.Hr orașele Grecești, în special în Atena clasică pentru a realiza "stăpânirea poporului", fiind in contrast cu aristocrația, aceasta însemnând "stapânirea unei elite". Democrația occidentală, spre deosebire de cea care a existat în antichitate, este în general considerată a fi avut originea în orașe-stat, precum Atena clasică si Republica Romana, unde diferite scheme și grade de eliberare a populației masculine libere au fost observate înainte de a dispărea forma in vest la începutul antichității târzii. Practic, în toate guvernele democratice de-a lungul istoriei antice și moderne, cetățenia democratică a fost inițial restrânsă la o clasă de elită, care a fost extinsă ulterior la toți cetățenii adulți. În majoritatea democrațiilor moderne, acest lucru a fost realizat prin mișcările de vot din secolele al XIX-lea și al XX-lea.
Democrația contrastează cu formele de guvernare în care puterea este fie deținută de un individ, ca în sistemele autocratice precum monarhia absolută, fie în care puterea este deținută de un număr mic de indivizi, ca într-o oligarhie. Karl Popper a definit democrația în contrast cu dictatura sau tirania, concentrându-se pe oportunitățile oamenilor de a-și controla liderii și de a-i înlătura fără a fi nevoie de o revoluție. Opinia publică mondială favorizează puternic sistemele democratice de guvernare.
În ziua de astăzi, termenul este, de cele mai multe ori, folosit cu sensul de democrație liberală, dar există multe alte varietăți, iar metodele de a guverna pot diferi. Cu toate că termenul democrație este utilizat, de obicei, în contextul unui stat politic, principiile sale sunt aplicabile și altor organisme sau entități, cum ar fi universitățile, sindicatele, companiile publice sau organizațiile civice. Pe plan politic, democrația se definește ca regimul politic fundamentat pe principiul suveranității naționale (națiunea conduce statul prin reprezentanții săi aleși, pe principiul separării puterilor în stat și pe principiul egalității tuturor în fața legii). Democrația este inseparabilă de respectarea drepturilor omului și ale cetățeanului. Democrația modernă are la bază trei modele istorice din sec. XVII-XVIII (englez, american, francez)
Un element important al democrației este constituția. Acest document, votat de către popor prin referendum organizat în mod liber, reglementează drepturile și libertățile individului într-un stat și definește limitele puterii conducătorilor aflați în diferite funcții din stat și din guvern, definește politicile fundamentale și stabilește structura, datoria și puterea guvernului.

## Principiile democrației
- Autoritatea este prezentă în relațiile dintre oameni atât în viața privată, cât și în viața publică. Autoritatea înseamnă puterea legitimă a cuiva de a-și impune propria voință celorlalți. În statul democratic, autoritatea este mult diferită de exercitarea puterii într-un regim totalitar sau autoritar. Principiile democratiei sunt niște norme, reguli de bază cu ajutorul cărora funcționeaza un stat democratic:
- Libertatea;
- Egalitatea;
- Responsabilitatea;
- Dreptatea;
- Proprietatea;
- Pluralismul politic;
- Separarea puterilor în stat;
- Reprezentativitatea;
- Principiul suveranității națiunii
- Principiul domniei majoritatii si protecției minoritătii;
- Principiul separării puterilor în stat - a fost formulat de către gânditorul francez Montesquieu. Potrivit acestui principiu, în cazul unui stat democratic trebuie să existe 3 puteri:

- Legislativă - întocmeste legile;
- Executivă - pune în practică legile întocmite;
- Judecătorească - verifică respectarea legilor.
Aceste puteri trebuie să fie independente, să se controleze reciproc și să colaboreze între ele.

## Clasificare
- democrație reală

- democrație incompletă (viciată) (în această clasă se află Romȃnia) 

- regim hibrid (parțial democrat, parțial autocrat) 

- autocrație

## Caracteristici
Deși democrația este în general înțeleasă ca fiind definită printr-un vot, nu există un consens cu privire la o definiție precisă a democrației. Principiile democratice se reflectă în faptul că toți cetățenii eligibili sunt egali în fața legii și au acces egal la procesele legislative. De exemplu, intr-o democrație reprezentativă fiecare vot are aceeasi greutate, iar libertatea cetățenilor eligibili este asigurată de drepturi și libertăți legitimate care sunt de obicei protejate de o constituție.
Alte utilizări ale „democrației” o includ pe cea a democrației directe, în care problemele sunt votate direct de către constituenți.
O teorie susține că democrația necesită trei principii fundamentale: controlul ascendent (suveranitatea aflandu-se la cele mai scăzute niveluri de autoritate), egalitatea politică și normele sociale prin care indivizii și instituțiile consideră doar acte acceptabile care reflectă primele două principii ale controlului ascendent și egalitatea politică. Egalitatea juridică, libertatea politică și statul de drept sunt adesea identificate ca caracteristici fundamentale pentru o democrație care funcționează bine.
Termenul de "democrație" este uneori folosit ca o prescurtare pentru democrația liberală, care este o variantă a democrației reprezentative ce poate include elemente precum pluralismul politic; egalitatea in fata legii; dreptul de a depune petiții aleșilor pentru rezolvarea nemulțumirilor.
În unele țări, în special în Regatul Unit, care a dat naștere sistemului Westminster, principiul dominant este acela al suveranității parlamentare, păstrând în același timp și independența judiciară. În India, suveranitatea parlamentară este supusă Constituției Indiei, care include controlul judiciar. Deși termenul „democrație” este folosit de obicei în contextul unui stat politic, principiile sunt aplicabile și organizațiilor private.
Există multe metode de luare a deciziilor folosite în democrații, dar dominația majorității este forma cea mai comună. Fără compensații, precum protecția juridică a drepturilor individuale sau de grup, minoritățile politice pot fi adesea asuprite de „tirania majorității”. Regula majorității este o abordare competitivă, opusă democrației prin consens, creând necesitatea ca alegerile să fie „corecte” din punct de vedere material și procedural.
De asemenea, s-a demonstrat că o caracteristică de bază a democrației este capacitatea tuturor alegătorilor de a participa liber și deplin la viața societății lor. Cu accent pe noțiunile de contract social și pe voința colectivă a tuturor alegătorilor, democrația poate fi caracterizată și ca o formă de colectivism politic, deoarece este definită ca o formă de guvernare în care toți cetățenii eligibili au cuvântul în procesul de legiferare.

## Istoria democrației
Din punct de vedere istoric, democratiile si republicile au fost rare. Teoreticienii republicani au asociat democrația de dimensiunea mică: pe măsură ce formațiunile politice creșteau în dimensiune, probabilitatea ca guvernul să devină absolut a crescut. În același timp, unitățile politice mici erau vulnerabile la cucerire. Montesquieu scria: „Dacă o republică este mică, ea este distrusă de o forță străină; dacă este mare, este distrusă de o problemă internă.

### Origini
Termenul de democrație a apărut pentru prima dată în gândirea politică și filozofică greacă antică în orașul-stat Atena în timpul antichității clasice. Cuvântul provine de la dêmos „oameni obișnuiți” și krátos „forță sau putere”. Sub conducerea lui Clisthenes, considerat primul exemplu de tip democrație în anii 508–507 î.Hr. a fost înființat la Atena. În zilele noastre, Clisthenes este denumit „părintele democrației ateniene”. Prima utilizare atestată a cuvântului democrație se găsește în lucrările de proză din anii 430 î.Hr., un exemplu fiind Istoriile lui Herodot. Totusi, utilizarea cuvântului a fost mai veche cu câteva decenii, deoarece doi atenieni născuți în anii 470 au fost numiți Democrați, un nou nume politic. Înainte de acel moment, cuvântul folosit pentru a defini noul sistem politic al lui Clisthenes era probabil izonomie, adică egalitate politică.
Democrația ateniană a luat forma unei democrații directe și a avut două trăsături distinctive: alegerea aleatorie a unor cetățeni obișnuiți pentru a ocupa puținele funcții administrative și judiciare guvernamentale existente și o adunare legislativă formată din toți cetățenii atenieni. Toți cetățenii eligibili aveau voie să vorbească și să voteze în adunare, care stabilea legile orașului. Cu toate acestea, au fost excluse femeile, sclavii, străinii și tinerii sub vârsta serviciului militar. Din 4 rezidenți din Atena, doar unul era eligibil ca și cetațean. Deținerea unui teren nu era un criteriu pentru obținerea cetățeniei.
Democrația ateniană nu era doar directă în privința decizilor luate de poporul adunat, poporul prin adunare și instanțe de judecată controlau întregul proces politic, o mare parte a cetățenilor fiind implicați constant în afacerile publice. Chiar dacă drepturile unui cetățtean nu erau garantate de constituția ateniei în sensul modern, cetățenii Atenei se bucurau de libertățile prin trăirea într-un oraș care nu era supus unei alte puteri.
Votul într-un interval stabilit a apărut în Sparta încă din anul 700 î.Hr. Eclesia spartană era o adunare a poporului, ținută o dată pe lună, unde putea participa fiecare cetățean de sex masculin cu vârsta de cel puțin 20 de ani. În adunare, spartanii alegeau lideri prin vot și strigăte (votul este apoi decis în funcție de cât de tare strigă mulțimea). Aristotel a numit acest lucru „copilăresc”, în comparație cu buletinele de vot din piatră folosite de cetățenii din Atena. Sparta a adoptat acest concept din cauza simplității sale și pentru a preveni orice vot părtinitor, cumpărare sau înșelăciune.
Chiar dacă Republica Romană a contribuit în mod semnificativ la multe aspecte ale democrației, doar o minoritate de romani erau cetățeni cu voturi eligibile la alegerile pentru reprezentanți. Voturile celor puternici au primit o pondere mărită printr-un sistem de vot ponderat, astfel încât majoritatea oficialilor, inclusiv membri ai Senatului, proveneau din câteva familii bogate și nobile. În plus, răsturnarea Regatului Roman a fost primul caz în lumea occidentală de formare a unei organizații politice cu scopul explicit de a fi o republică, chiar dacă nu avea prea multă democrație.
Vaishali, capitala Ligii Vajjika din India a fost, de asemenea, considerată unul dintre primele exemple eligibile de republică în jurul secolului al VI-lea î.Hr. Alte culturi, cum ar fi Națiunea Iroquois din America, au dezvoltat, de asemenea, o formă de societate democratică între 1450 și 1660, cu mult înainte de contactul cu Europa. Această democrație continuă până în prezent și este cea mai veche democrație reprezentativă din lume.

### Evul Mediu

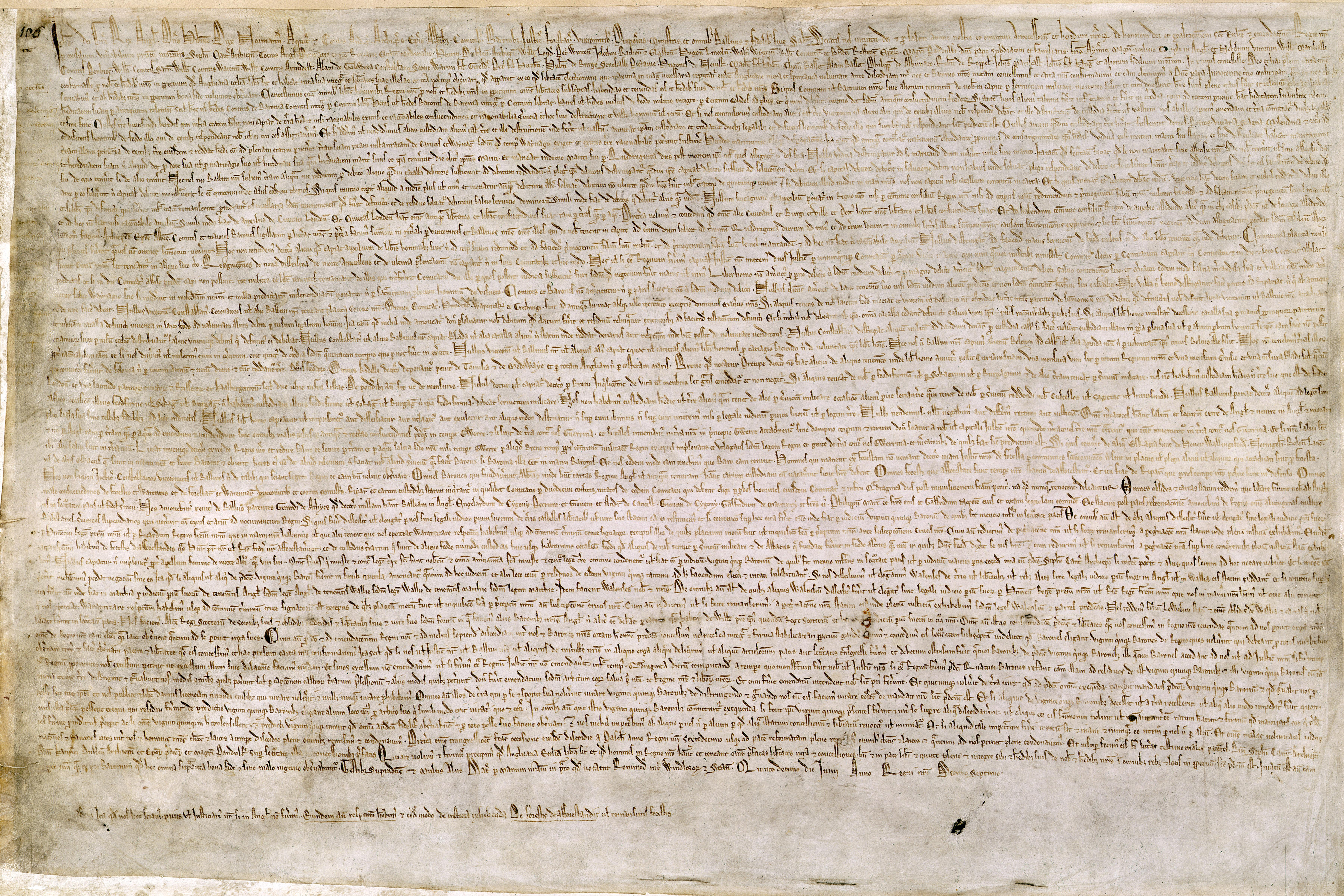
Magna Carta, 1215, Anglia

În timp ce majoritatea regiunilor din Europa în timpul Evului Mediu erau conduse de clerici sau feudali, au existat diverse sisteme care implicau alegeri sau adunări, deși adesea implica doar o mică parte a populației. Aceștia erau responsabili pentru soluționarea problemelor politice. În Biserica Romano-Catolică, papa a fost ales de o serie de cardinali din 1059. Primul organism parlamentar documentat din Europa a fost Cortes of León. Înființată de Alfonso al IX-lea în 1188, Cortes avea autoritate asupra stabilirii impozitelor, afacerilor externe și legiferării. Republica Ragusa, înființată în 1358 și stabilită în jurul orașului Dubrovnik, a oferit reprezentare și drepturi de vot numai aristocrației masculine. Diverse orașe din Italia au avut ca si formă de guvernare republici. De exemplu, Republica Florența, înființată în 1115, era condusă de Signoria ai cărei membri erau aleși prin sortare. În Frisia din secolele X-XV, o societate distinct non-feudală, dreptul de vot în problemele locale și asupra oficialităților județene se baza pe dimensiunea terenului.
Parlamentul Angliei își are rădăcinile în restricțiile asupra puterii regilor scrise în Magna Carta (1215), care protejează în mod explicit anumite drepturi ale supușilor regelui. Prima adunare națională reprezentativă din Anglia a fost Parlamentul lui Simon de Montfort în 1265. Apariția petițiilor este una dintre primele dovezi ale parlamentului care a fost folosit ca un forum pentru a dezbate nemulțumirile generale ale oamenilor de rand. Totusi, puterea de a întruni parlamentul a rămas la decizia monarhului.
Studiile au asimilat apariția instituțiilor parlamentare în Europa în perioada medievală cu aglomerarea urbană și crearea unor noi clase, precum artizanii. De asemenea, specialiști au asimilat apariția unui guvern reprezentativ de fragmentarea politică relativă a Europei.
În Polonia, democrația nobiliară s-a caracterizat printr-o creștere a activității nobilimii mijlocii, care dorea să-și sporească exercitarea puterii în detrimentul bogaților. Bogații au dominat cele mai importante funcții din stat și au stat în consiliul regal, mai târziu în senat. Importanța tot mai mare a nobilimii mijlocii a avut un impact asupra înființării adunării locale, instituție care a obținut ulterior mai multe drepturi.

### Era Modernă

##### Începutului perioadei moderne
În secolul al XVII-lea Anglia, a existat din nou interes pentru Magna Carta. Parlamentul Angliei a adoptat petiția de drept în 1628, care a stabilit anumite libertăți pentru oameni. Războiul civil englez (1642–1651) a avut loc între rege si un parlament oligarhic. Ulterior, Protectoratul (1653–59) și Restaurația engleză (1660) au format o guvernare mai autocratică, deși Parlamentul a adoptat Actul Habeas Corpus în 1679, care a consolidat convenția care interzicea reținerea fără motive sau dovezi suficiente. După Revoluția Glorioasă din 1688, în 1689 a fost adoptat proiectul de lege care a codificat anumite drepturi și libertăți și este încă în vigoare. Proiectul de lege a stabilit cerința pentru alegeri regulate, reguli pentru libertatea de exprimare în Parlament și a limitat puterea monarhului. Istoricii economici Douglass North și Barry Weingast au caracterizat instituțiile implementate în Revoluția Glorioasă drept un succes în ceea ce privește restrângerea guvernului. Existența interesului pentru Magna Carta, Războiul Civil englez și Revoluția Glorioasă din secolul al XVII-lea a determinat creșterea filozofiei politice pe Insulele Britanice.
În America de Nord, guvernul reprezentativ a început în Jamestown, Virginia, odată cu alegerea Casei Burgesses (precursorul Adunării Generale din Virginia) în 1619. Puritanii englezi care au migrat din 1620 au stabilit colonii în Noua Anglie a căror guvernare locală era democratică. Deși aceste adunări locale dețineau cantități mici de putere, autoritatea supremă era deținută de Rege și Parlamentul englez.

#### Secolele al XVIII-lea și al XIX-lea
Primul Parlament al Marii Britanii a fost înființat în 1707, după fuziunea Regatului Angliei și Regatul Scoției în temeiul unirii acestora. Deși monarhul a devenit din ce în ce mai mult o figură de protecție, Parlamentul a fost ales doar de bărbați, care reprezentau 3% din populație în 1780. Prima persoană britanică cunoscută de moștenire africană care a votat la alegeri generale, Ignatius Sancho, a votat în anii 1774 și 1780. În timpul Epocii Libertății din Suedia (1718–1772), drepturile civile au fost extinse și puterea a trecut de la monarh la parlament. Țărănimea era reprezentată în parlament cu puțină influență, nu aveau drept de vot fără proprietate impozitată. Crearea Republicii Corsica în 1755 a fost o încercare timpurie de a adopta o constituție democratică (toți bărbații și femeile peste 25 de ani puteau vota). Această Constituție Corsică a fost printre primele ce au inclus votul feminin, lucru care nu a fost adăugat în majoritatea celorlalte democrații până în secolul al XX-lea.
În perioada colonială americană de dinainte de 1776, de multe ori numai barbații albi puteau vota. La majoritatea oamenilor de culoare liberi și la majoritatea femeilor nu li s-a aprobat dreptul de a vota. Acest lucru s-a schimbat începând cu statul republican New Connecticut, numit la scurt timp după aceea Vermont, care, la declararea independenței Marii Britanii în 1777, a adoptat o constituție după modelul Pennsylvania, cu cetățenie și drept de vot democratic pentru bărbații cu sau fără proprietate și a continuat să desființeze sclavia. Revoluția americană a dus la adoptarea Constituției Statelor Unite în 1787, cea mai veche constituție guvernamentală care a supraviețuit, astăzi fiind încă activă. Constituția prevedea un guvern ales și proteja drepturile și libertățile civile, dar nu a pus capăt sclaviei și nici nu a extins drepturile de vot în Statele Unite, lăsând problema votului în seama statelor individuale. În general, statele limitau votul la bărbații albi proprietari deținători de proprietăți și plătitori de taxe. La momentul primelor alegeri prezidențiale din 1789, aproximativ 6% din populație era eligibilă pentru vot.
În 1789, Franța revoluționară a adoptat Declarația drepturilor omului și ale cetățeanului și, Convenția națională a fost aleasă de toți oamenii în 1792. Constituția polono-lituaniană din 3 mai 1791 a dorit să pună în aplicare o monarhie constituțională mai eficientă, a introdus egalitatea politică între orășeni și nobilime și i-a pus pe țărani sub protecția guvernului. Deși era în vigoare de mai puțin de 19 luni, a fost declarată nul în anul 1793. Totuși, Constituția din 1791 a contribuit la dorințele poloneze pentru eventuala restabilire a suveranității țării peste un secol mai târziu.
În Statele Unite ale Americii, alegerile prezidențiale din 1828 au fost primele în care bărbații albi nedeținători de proprietăți au putut vota în marea majoritate a statelor. Prezența la vot a crescut în anii 1830, ajungând la aproximativ 80% din populația de bărbați albi la alegerile prezidențiale din 1840. La recensământul din 1860 al Statelor Unite ale Americii, populația de sclavi creștea la patru milioane, iar în reconstrucția după războiul Civil, au fost adoptate trei amendamente constituționale: al 13-lea amendament (1865) care a pus capăt sclaviei; al 14-lea amendament (1869) care le-a acordat cetățeniei oamenilor de culoare și al 15-lea amendament (1870) care le-a oferit bărbaților de culoare drept de vot. Eliberarea cetățenilor nu a fost asigurată decât după ce mișcarea pentru drepturile civile a fost adoptată de către Congresul SUA din 1965.
În 1876, Imperiul Otoman a trecut de la o monarhie absolută la una constituțională și a organizat două alegeri anul următor pentru a-și alege membrii în parlamentul nou format. Au fost emise regulamente electorale, în care se prevedea că membrii aleși ai Consiliilor Administrative vor alege membrii în primul Parlament format. Mai târziu în acel an, a fost promulgată o nouă constituție, care prevedea un Parlament bicameral cu un senat numit de sultan și o cameră a deputaților aleasă popular. Doar bărbații cu vârsta de peste 30 de ani competenți în limba turcă au fost permiși să candideze la alegeri. Motivele de descalificare au inclus deținerea unei duble cetățenie, a fi angajat de un guvern străin sau a fi falimentat din punct de vedere financiar.
În 1893, colonia autonomă Noua Zeelandă a devenit prima țară din lume (cu excepția Republici Corsica din secolul al XVIII-lea) care a instituit votul activ prin recunoașterea femeilor ca având drept de vot.

#### Secolele 20 și 21
Tranzițiile din secolul al XX-lea la democrația liberală au venit în „valuri de democrație” succesive, rezultate din războaie, revoluții și circumstanțe religioase și economice. Valurile globale de „regresie democratică” care inversează democratizarea au avut loc, de asemenea, în anii 1920 și 30, în anii 1960 și 1970 și în anii 2010.

Numărul de națiuni din anii 1800–2018 cu scor 8 sau mai mare pe scara Polity5, o altă măsură folosită pe scară largă a democrației.

Primul Război Mondial și dizolvarea imperiilor autocratice otoman și austro-ungar au dus la crearea de noi state naționale în Europa, majoritatea dintre ele democratice. În anii 1920, mișcările democratice au înflorit iar votul femeilor a avansat. Fascismul și dictaturile au înflorit în Germania Nazistă, Italia, Spania și Portugalia, precum și guvernele nedemocratice din țările baltice, Balcani, Brazilia, Cuba, China și Japonia.
Al Doilea Război Mondial a avut un impact considerabil la inversarea definitivă a acestei tendințe în Europa de Vest. Democratizarea sectoarelor americane, britanice și franceze din Germania ocupată, Austria, Italia și Japonia ocupată a servit drept model pentru teoria ulterioară a unei schimbări guvernamentale. Totuși, cea mai mare parte a Europei de Est, inclusiv sectorul sovietic al Germaniei, a căzut în blocul nedemocratic dominat de sovietici.
Războiul a fost urmat de decolonizare și, din nou, majoritatea noilor state independente aveau constituții nominal democratice. India a apărut ca cea mai mare democrație din lume și continuă să fie așa și în ziua de astăzi. Țările care au făcut parte din Imperiul Britanic au adoptat adesea sistemul britanic Westminster.
Un val ulterior de democratizare a adus câștiguri semnificative către adevărata democrație liberală pentru multe state, numit „al treilea val al democrației”. Portugalia, Spania și câteva dintre dictaturile militare din America de Sud au revenit la conducerea civilă în anii 1970 și 1980. Acestea au fost urmate de țările din Asia de Est și de Sud de la mijlocul până la sfârșitul anilor 1980. Problema economică din anii 1980, împreună cu ura față de controlul sovietic, au contribuit la prăbușirea Uniunii Sovietice, la sfârșitul Războiului Rece și la democratizarea și liberalizarea țărilor din fostul bloc estic. Cele mai de succes dintre noile democrații au fost cele apropiate din punct de vedere geografic și cultural de Europa de Vest, iar acum fie fac parte din Uniunea Europeană, fie sunt state candidate. În 1986, după răsturnarea celei mai proeminente dictaturi asiatice, singurul stat democratic de acest gen la acea vreme a apărut în Filipine odată cu ascensiunea lui Corazon Aquino, care mai târziu va fi cunoscută drept Mama Democrației Asiatice.
Tendința liberală s-a extins în unele state din Africa în anii 1990, mai ales în Africa de Sud. Câteva exemple recente de încercări de liberalizare includ Revoluția Indoneziană din 1998, Revoluția Buldozer din Iugoslavia, Revoluția Trandafir din Georgia, Revoluția Portocalie din Ucraina, Revoluția Cedrului din Liban, Revoluția Lalelelor din Kârgâzstan și Revoluția Iasomie din Tunisia.
Potrivit Freedom House, în 2007 existau deja 123 de democrații electorale (în creștere de la 40 în anul 1972). Conform Forumului Mondial pentru Democrație, democrațiile electorale reprezintă acum 120 din cele 192 de țări existente și constituie 58,2% din populația lumii.
Majoritatea democrațiilor electorale continuă să-i excludă de la vot pe cei mai tinerii sub 18 ani. Vârsta de vot a fost redusă la 16 ani pentru alegerile naționale în unele țări, inclusiv Brazilia, Austria, Cuba și Nicaragua. În California, propunerea din 2004 de a permite un sfert de vot la 14 ani și la 16 ani o jumătate de vot nu a fost în cele din urmă aprobată. În 2008, parlamentul german a propus, dar a abandonat la scurt timp un proiect de lege care să acorde votul fiecărui cetățean la naștere, pentru a fi folosit de un părinte până când copilul îl revendică.
Într-un raport Freedom House lansat în 2018, scorurile democrației pentru majoritatea țărilor au scăzut pentru al 12-lea an consecutiv. Christian Science Monitor a arătat că ideologiile politice naționaliste și populiste câștigau teren, în detrimentul statului de drept, în țări precum Polonia, Turcia și Ungaria. În Turcia, mii de judecători au fost revocați din funcțiile lor în urma unei tentative eșuate de lovitură de stat în timpul represiunii guvernamentale.

## Teorie

### Începuturile teoriei
Aristotel a pus în contrast conducerea de către mai multe persoane (democrație/timocrație), cu conducerea persoanelor puține (oligarhie/aristocrație) și cu conducerea unei singure persoane (tirania sau astăzi autocrația/monarhia absolută). De asemenea, credea că există o variantă bună și una proastă a fiecărui sistem.
O viziune comună printre teoreticienii republicani timpurii și renascentistesi a fost că democrația ar putea supraviețui doar în comunități politice mici. Ținând cont de lecțiile trecerii republicii romane către monarhism pe măsură ce creștea, acești teoreticieni republicani au susținut că extinderea teritoriului și a populației a dus inevitabil la tiranie. Democrația a fost extrem de fragilă și rară din punct de vedere istoric, deoarece nu putea supraviețui decât în unități politice mici, care, datorită dimensiunii lor, erau vulnerabile la cucerirea de către unități politice mai mari. Montesquieu susținea: „dacă o republică este mică, ea este distrusă de o forță exterioară; dacă este mare, este distrusă de o problemă interioară”. Rousseau a afirmat: „Proprietatea naturală a statelor mici este să fie guvernate ca o republică, a celor mijlocii să fie supuse unui monarh, iar a marilor imperii să fie influențate de un prinț absolut”.

### Teoria contemporană

#### Agregativă

Țări care se autocratizează (roșu) sau se democratizează (albastru) în mod substanțial și semnificativ (anii 2010–2020). Țările în gri sunt substanțial neschimbate.

Teoria democrației agregative susține că scopul proceselor democratice este de a solicita preferințele cetățenilor și de a le lipi împreună pentru a determina ce politici ar trebui să adopte societatea. Prin urmare, susținătorii acestui punct de vedere susțin că participarea democratică ar trebui să se concentreze în primul rând pe vot, unde este implementată politica cu cele mai multe voturi.
Există diferite variante ale democrației agregative. Sub minimalism, democrația este un sistem de guvernare în care cetățenii au acordat echipelor de lideri politici dreptul de a conduce în alegeri periodice. Conform acestei concepții minimaliste, cetățenii nu pot și nu trebuie să „stăpânească” pentru că în majoritatea problemelor nu au opinii clare sau punctele lor de vedere nu sunt bine formulate. Joseph Schumpeter a pomenit acest punct de vedere faimos în cartea sa 'Capitalism, Socialism, și democrație'. Susținătorii contemporani ai minimalismului îi includ pe William H. Riker, Adam Przeworski, Richard Posner.
Conform teoriei democrației directe, cetățenii ar trebui să voteze direct, nu prin reprezentanții lor, propunerile legislative. Susținătorii democrației directe oferă diverse motive pentru a susține acest punct de vedere. Activitatea politică poate fi de ajutor, educă cetățenii, iar participarea populară poate controla elitele puternice. Cel mai important, cetățenii nu se guvernează singuri decât dacă decid direct legi și politici.
Guvernele vor avea tendința de a produce legi și politici care sunt apropiate de opiniile alegătorului. Anthony Downs sugerează că partidele politice ideologice sunt necesare pentru a acționa ca un intermediar de mediere între un individ și un guvern. Downs a expus acest punct de vedere în cartea sa din 1957 'Teoria economică a democrației'.
Robert A. Dahl susține că principiul democratic fundamental este că, atunci când vine vorba de decizii colective obligatorii, fiecare persoană dintr-o comunitate politică are dreptul la o atenție egală intereselor sale (nu neapărat că toți oamenii sunt mulțumiți în mod egal de decizie colectivă). El folosește termenul de poliarhie pentru a se referi la societățile în care există un anumit set de instituții și proceduri.

#### Deliberativă
Democrația deliberativă se bazează pe noțiunea că democrația este guvernare prin deliberare. Spre deosebire de democrația agregativă, democrația deliberativă susține că, pentru ca o decizie democratică să fie corectă, ea trebuie să fie precedată de o deliberare autentică, nu doar prin discutarea preferințelor care are loc la vot. Adunările cetățenilor sunt considerate de mulți experți ca exemple practice de democrație deliberativă, un raport recent al OCDE identificând adunările cetățenilor ca un mecanism din ce în ce mai popular de implicare a cetățenilor în luarea deciziilor guvernamentale.

#### Radicală
Democrația radicală se bazează pe ideea existenței relaților de putere ierarhice care există în societate. Rolul democrației este de a face vizibile și de a contesta aceste relații, permițând diferențe și antagonisme în procesele de luare a deciziilor.

## Măsurarea democrației

### Indici care clasifică gradul de democrație
Clasamentul gradului de democrație este publicat de mai multe organizații în funcție de propriile definiții diferite ale termenului și bazându-se pe diferite tipuri de date:
- Raportul 'Varietăți de democrație' al Institutului V-Dem este publicat în fiecare an din 2014 de către institutul suedez de cercetare V-Dem. Acesta include indici separați care măsoară cinci tipuri diferite de democrație: democrație electorală, democrație liberală, democrație participativă, democrație deliberativă și democrație egalitaristă.[19]

Țările care au fost desemnate „democrații electorale” în sondajul Freedom House 2021 Freedom in the World din anul 2020.

- Țările care au fost desemnate „democrații electorale” în sondajul Freedom House 2021 Freedom in the World din anul 2020.'Indicele democrației', publicat de grupul Economist Intelligence Unit din Marea Britanie, este o evaluare a democrației țărilor. Țările sunt evaluate ca fiind democrații complete, democrații defectuoase, regimuri hibride, sau regimuri autoritare. Indicele se bazează pe 60 de indicatori grupați în cinci categorii diferite.
- Seria de date 'Polity' din SUA este o serie de date utilizată pe scară largă în cercetarea în științe politice. Conține informații codificate anuale privind caracteristicile autorității regimului și tranzițiile pentru toate statele independente cu o populație totală de peste 500.000 și acoperă anii 1800-2006. Concluziile Polity despre nivelul de democratie al unui stat sunt bazate pe o evaluare a alegerilor acestuia pentru competitivitate, deschidere și nivel de participare. Lucrarea Polity este sponsorizată de Forța de Lucru pentru Instabilitate Politică (PITF), care este finanțată de Agenția Centrală de Informații a SUA. Cu toate acestea, opiniile exprimate în rapoarte sunt ale autorilor și nu reprezintă punctul de vedere al guvernului SUA.
- MaxRange, un set de date care definește nivelul democrației și structura instituțională (tipul regimului) pe o scară de 100 de grade, unde fiecare valoare reprezintă un tip de regim unic. Valorile sunt sortate de la 1 la 100 în funcție de nivelul de democrație. MaxRange definește valoarea corespunzătoare tuturor statelor și în fiecare lună din 1789 până în 2015 și se actualizează. MaxRange este acum asociat cu universitatea din Halmstad, Suedia.[20]

### Dificultăți in măsurarea democrației
Deoarece democrația este un concept general care include funcționarea diverselor instituții care nu sunt ușor de măsurat, există limitări puternice în  măsurarea a efectelor potențiale ale democrației. Deoarece democrația este de obicei măsurată agregat ca o variabilă macro folosind o singură observație pentru fiecare țară și în fiecare an, studierea democrației se confruntă cu o serie de probleme econometrice și se limitează la corelații de bază.
Dieter Fuchs și Edeltraud Roller sugerează că, pentru a măsura cu adevărat calitatea democrației, măsurătorile obiective trebuie completate cu „măsurători subiective bazate pe perspectiva cetățenilor”.

## Tipuri de democrații guvernamentale
Democrația a luat o serie de forme, atât în teorie, cât și în practică. Unele varietăți de democrație oferă o reprezentare mai bună cat și o mai multă libertate a cetățenilor lor decât altele. Totuși, dacă vreo democrație nu este structurată astfel încât să interzică guvernului să excludă oamenii din procesul legislativ atunci o ramură a sistemului poate acumula prea multă putere și poate distruge democrația.

### Forme de bază
Există mai multe variante de democrație, dar există două forme de bază. O formă de democrație este Democrația directă, în care toți cetățenii eligibili participă activ la luarea deciziilor politice, de exemplu votând direct asupra unei inițiative politice.

#### Directă
Democrație directă este un sistem politic în care cetățenii participă personal la luarea deciziilor, spre deosebire de a se baza pe intermediari sau reprezentanți. O democrație directă oferă populației cu drept de vot puterea de a:
1. Schimbarea legilor constituționale,
2. Propune inițiative, referendumuri și sugestii de legi.

În cadrul guvernelor reprezentative moderne, anumite instrumente electorale precum referendumurile, inițiativele cetățenilor și alegerile revocate sunt denumite drept forme de democrație directă. Cu toate acestea, unii susținători ai democrației directe pledează pentru adunările locale de discuții față în față.

#### Sistem lot
Utilizarea unui sistem de lot, o caracteristică a democrației ateniene, este o caracteristică a unor versiuni de democrații directe. În acest sistem, sarcini guvernamentale și administrative importante sunt îndeplinite de cetățenii aleși printr-o loterie.

#### Reprezentativă
Democrația reprezentativă presupune alegerea oficialilor guvernamentali de către oamenii reprezentați. Dacă șeful statului este și ales democratic, atunci se numește republică democratică. Cele mai comune mecanisme implică alegerea candidatului cu majoritatea de voturi. Majoritatea țărilor occidentale au sisteme reprezentative. Unele democrații reprezentative încorporează și elemente de democrație directă, cum ar fi referendumurile.

#### Parlamentară
Democrația parlamentară este o democrație reprezentativă în care guvernul este numit de reprezentanți sau poate fi demis de către reprezentanți. Într-o democrație parlamentară, guvernarea este exercitată prin delegare către un minister executiv. Într-un sistem parlamentar, prim-ministrul poate fi demis legislativ în orice moment pentru că nu a îndeplinit așteptările legislativului. Acest lucru se realizează printr-un vot de cenzură în care legislativul decide dacă îl demite sau nu pe prim-ministru. În unele țări, prim-ministrul poate convoca alegeri în orice moment, de obicei atunci când prim-ministrul consideră că sunt în favoarea publicului pentru a fi reales. În alte democrații parlamentare, alegerile suplimentare nu au loc practic niciodată, un guvern minoritar fiind preferat până la următoarele alegeri. O caracteristică importantă a democrației parlamentare este conceptul de „opoziție loială”. Esența conceptului este că al doilea partid politic ca mărime se opune partidului de guvernare, rămânând în același timp loial statului și principiilor sale democratice.

#### Prezidențială
Democrația prezidențială este un sistem în care publicul alege președintele prin alegeri. Președintele servește atât ca șef al statului, cât și ca șef al guvernului, controlând majoritatea puterilor executive. Președintele servește pentru un anumit mandat și nu poate depăși această perioadă. Legislativul are adesea capacitatea limitată de a revoca un președinte din funcție. Alegerile au de obicei o dată fixă și nu sunt ușor de schimbat. Președintele are control direct asupra cabinetului, desemnând în mod specific membrii cabinetului.
Executivul are de obicei responsabilitatea de a executa sau implementa legislația și poate avea puteri legislative limitate, cum ar fi dreptul de veto. Cu toate acestea, o ramură legislativă adoptă legislația și bugetele. Aceasta oferă o anumită măsură de separare a puterilor. În consecință, însă, președintele și legislativul pot ajunge în controlul unor partide separate, permițându-le unuia să îl blocheze pe celălalt și, prin urmare, să interfereze cu funcționarea ordonată a statului. Acesta poate fi motivul pentru care democrația prezidențială nu este foarte comună în afara Americilor, Africii de Sud și Asiei Centrală și de Sud-Est.
Un sistem semiprezidențial este un sistem de democrație în care guvernul include atât un prim-ministru, cât și un președinte.

#### Hibrid sau semi-direct
Unele democrații moderne, ce sunt predominant reprezentative, se bazează, de asemenea, în mare măsură pe forme de acțiune politică care sunt direct democratice. Aceste democrații, care combină elemente ale democrației reprezentative și ale democrației directe, sunt denumite democrații hibride, democrații semi-directe sau democrații participative. Exemplele includ Elveția și unele state din SUA, unde se folosesc frecvent referendumuri și inițiative.
Federația elvețiană este o democrație semi-directă. La nivel federal, cetățenii pot propune modificări ale constituției sau pot cere organizarea unui referendum asupra oricărei legi votate de parlament. Între ianuarie 1995 și iunie 2005, cetățenii elvețieni au votat de 31 de ori, pentru a răspunde la 103 întrebări (în aceeași perioadă, cetățenii francezi au participat la doar două referendumuri). Totuși, în ultimii 120 de ani au fost supuse referendumului mai puțin de 250 de inițiative.

### Revenirea democratică
Revenirea democratică, numită și autocratizare, este declinul caracteristicilor democratice ale unui sistem politic și este opusul democratizării. Democrația este cea mai populară formă de guvernare, mai mult de jumătate dintre națiunile lumii fiind democrații, conform unui studiu care examinează 165 de țări, a stabilit că 98 dintre ele erau democrații în anul 2020.

### Democratizare
Democratizarea este tranziția către un regim politic mai democratic, inclusiv schimbări politice substanțiale. Poate fi un regim hibrid în tranziție de la un regim autoritar la o democrație deplină, o tranziție de la un sistem politic autoritar la o semi-democrație sau o tranziție de la un sistem politic semi-autoritar la un sistem politic democratic.

### Variante

#### Monarhie constituțională
Multe țări precum Regatul Unit, Spania, Țările de Jos, Belgia, țările scandinave, Thailanda, Japonia au transformat monarhi în monarhi constituționali cu roluri limitate sau simbolice. De exemplu, în statele predecesoare ale Regatului Unit, monarhia constituțională a început să apară și a continuat neîntrerupt  de la Glorioasa Revoluție din 1688 și de la aprobarea Bill of Rights 1689.
În alte țări, monarhia a fost desființată odată cu sistemul aristocratic (precum în Franța, China, Rusia, Germania, Austria, Ungaria, Italia, Grecia și Egipt). O persoană aleasă, cu sau fără puteri semnificative, a devenit șeful statului în aceste țări.

#### Republică
Termenul de republică are mai multe semnificații, dar astăzi se referă adesea la o democrație reprezentativă cu un șef de stat ales, cum ar fi un președinte, care servește pentru un mandat limitat, spre deosebire de statele cu un monarh ca șef de stat, chiar dacă aceste state sunt, de asemenea, democrații reprezentative cu un șef de guvern ales sau numit.
Părinții fondatori ai Statelor Unite au criticat adesea democrația directă, care, în opinia lor, venea adesea fără protecția unei constituții. James Madison a susținut că ceea ce distingea o democrație directă de o republică a fost că prima a devenit mai slabă pe măsură ce creștea în timp ce o republică putea deveni mai puternică pe măsură ce devenea mai mare.

#### Democrație liberală
O democrație liberală este o democrație reprezentativă în care capacitatea celor aleși de a exercita puterea de decizie este supusă statului de drept și este moderată de o constituție sau de legi care pun accentul pe protecția drepturilor și a libertăților. Într-o democrație liberală, este posibil ca unele decizii la scară largă să apară din decizile individuale pe care cetățenii sunt liberi să le ia.

#### Socialistă
Gândirea socialistă are mai multe puncte de vedere diferite asupra democrației. Social-democrația, socialismul democratic și dictatura(de obicei exercitată prin democrația sovietică) sunt câteva exemple ale acestei variante. Mulți socialiști democrați și social-democrați cred într-o formă de democrație participativă, industrială.
În cadrul ortodoxiei marxiste există o ostilitate față de ceea ce se numește în mod obișnuit „democrație liberală”, care este denumită democrație parlamentară din cauza naturii sale centralizate.

#### Anarhistă
Anarhiștii sunt împărțiți în acest domeniu, unii cred că o guvernare majoritară este tiranică sau nu. Pentru mulți anarhiști, singura formă de democrație considerată acceptabilă este democrația directă. Unii anarho-comuniști se opun naturii majoritare a democrației directe, considerând că aceasta poate împiedica libertatea individuală.

## Democrație neguvernamentală
În afară de sfera publică, principii și mecanisme democratice similare de vot și reprezentare au fost folosite pentru a guverna alte tipuri de grupuri. Multe organizații neguvernamentale decid politicile și conducerea prin vot. Majoritatea sindicatelor și cooperativelor sunt guvernate de alegeri democratice. Corporațiile sunt în cele din urmă guvernate de acționarii lor prin democrația acționarilor. Corporațiile pot folosi, de asemenea, sisteme precum democrația la locul de muncă pentru a gestiona guvernanța internă.

## Justificare
Au fost acceptate mai multe justificări pentru democrație.

### Legitimitate
Teoria contractului social susține că legitimitatea guvernării se bazează pe consimțământul celor guvernați, adică pe o alegere, și că deciziile politice trebuie să reflecte voința generală.

### Succesul economic
În Why Nations Fail, economiștii Daron Acemoglu și James A. Robinson susțin că democrațiile au mai mult succes din punct de vedere economic, deoarece sistemele politice nedemocratice tind să limiteze piețele și să favorizeze monopolurile.
Un studiu din 2019 al lui Acemoglu a estimat că țările care treceau la democrație de la guvernare autoritar au avut în medie un PIB cu 20% mai mare după 25 de ani decât dacă ar fi rămas autoritare. Studiul a examinat 122 de tranziții la democrație și 71 de tranziții la un regim autoritar, care au avut loc între 1960 și 2010.

## Critică

### Teorema lui Arrow
Teorema imposibilității lui Arrow sugerează că democrația este incoerentă din punct de vedere logic. Aceasta se bazează pe un anumit set de criterii pentru luarea deciziilor democratice:
- dacă fiecare alegător preferă alternativa X față de alternativa Y, atunci grupul preferă X față de Y.
- Dacă preferința fiecărui alegător între X și Y rămâne neschimbată, atunci și preferința grupului între X și Y va rămâne neschimbată.
- Nu există „dictator”: niciun alegător nu are puterea de a determina întotdeauna preferințele grupului.

### Ineficiențe
Unii economiști au criticat eficiența democrației, invocând premisa alegătorului irațional sau a unui alegător care ia decizii fără toate faptele sau informațiile necesare pentru a lua o decizie. Un alt argument este că democrația încetinește procesele din cauza volumului de contribuții și participare necesare pentru a merge mai departe cu o decizie. Un exemplu comun citat adesea pentru a fundamenta acest punct este dezvoltarea economică ridicată realizată de China (un stat comunist nedemocratic cu un singur partid) în comparație cu India (un stat democratic multipartid). Pe de altă parte, Socrate credea că democrația fără mase educate (educate de a fi informat și responsabil) ar duce doar ca populismul să fie criteriul pentru a deveni un lider ales și nu competență. Acest lucru ar duce în cele din urmă la o dispariție a societății.
Republica lui Platon prezintă o viziune critică asupra democrației prin narațiunea lui Socrate: „Democrația, care este o formă fermecătoare de guvernare". În lucrarea sa, Platon enumeră 5 forme de guvernare, de la cea mai bună la cea mai rea, și enumeră democrația ca pe a doua cea mai proastă, în spatele tiraniei, despre care el presupune că este rezultatul natural al democrației, argumentând că într-o democrație fiecare își pune propriile interese egoiste înainte.

### Regula mafiei
James Madison a criticat democrația în Federalist No. 10, argumentând că o republică este o formă de guvernământ preferabilă, spunând: „... democrațiile au fost vreodată spectacole de turbulențe și dispute; au fost găsite vreodată incompatibile cu securitatea personală sau cu drepturile de proprietate; și, în general, au fost la fel de scurte în viața lor pe cât au fost violenți în moartea lor”.

### Instabilitate politică
Mai recent, democrația este criticată pentru că nu oferă suficientă stabilitate politică. Întrucât guvernele sunt alese frecvent, tind să existe schimbări frecvente în politicile țărilor democratice atât pe plan intern, cât și pe plan internațional. Chiar dacă un partid politic își menține puterea, protestele zgomotoaase și violente, care captează titlurile și criticile dure din partea presei populare sunt adesea suficiente pentru a forța o schimbare politică bruscă și neașteptată. Schimbările politice frecvente în ceea ce privesc afacerile și imigrația pot descuraja investițiile și, prin urmare, împiedică creșterea economică. Din acest motiv, mulți oameni au prezentat ideea că democrația nu este benefică pentru o țară în curs de dezvoltare în care creșterea economică și reducerea sărăciei sunt priorități de top.
Mass-media a fost acuzată că provoacă instabilitate politică, ceea ce duce la obstrucționarea democrației, mai degrabă decât promovarea acesteia.

### Opoziția
Democrația din timpurile moderne s-a confruntat aproape întotdeauna cu opoziția guvernului existent anterior și de multe ori s-a confruntat cu opoziția elitelor sociale. Implementarea unui guvern democratic într-un stat nedemocratic este determinată de obicei de revoluția democratică.

## Democratizare
Câțiva filozofi și cercetători au subliniat factorii istorici și sociali priviți ca susținând evoluția democrației. Alți comentatori au menționat influența dezvoltării economice. Într-o teorie similară, Ronald Inglehart sugerează că standardele de trai îmbunătățite în țările moderne dezvoltate îi pot convinge pe oameni că își pot considera supraviețuirea de bază.
Douglas M. Gibler și Andrew Owsiak în studiul lor au argumentat despre importanța păcii și a granițelor stabile pentru dezvoltarea democrației. S-a presupus adesea că democrația provoacă pacea, dar acest studiu arată că, din punct de vedere istoric, pacea a precedat aproape întotdeauna instaurarea democrației.
Alte teorii au subliniat relevanța educației și a capitalului uman – și în cadrul acestora a capacității cognitive de a crește toleranța, raționalitatea, alfabetizarea politică și participarea. Două efecte ale educației și ale capacității cognitive:
- un efect cognitiv (competență de a face alegeri raționale, o mai bună procesare a informațiilor)
- un efect etic (sprijinirea valorilor democratice, libertatea, drepturile omului), care depinde el însuși de inteligență.

Dovezi în concordanță cu teoriile convenționale despre motivul pentru care democrația apare și este susținută au fost greu de găsit. Analizele statistice au contestat teoria modernizării demonstrând că nu există dovezi sigure pentru afirmația că democrația este mai probabil să apară atunci când țările devin mai bogate, mai educate sau mai puțin inegale.
Unii savanți au căutat determinanții „profunzi” ai instituțiilor politice contemporane, fie ele geografice sau demografice. Instituțiile mai incluzive duc la democrație, deoarece pe măsură ce oamenii câștigă mai multă putere, ei sunt capabili să ceară mai mult de la elite, care, la rândul lor, trebuie să cedeze mai multe lucruri pentru a-și păstra poziția. Acest cerc poate ajunge în democrație.
Un exemplu în acest sens este mediul bolilor. Locurile cu rate diferite de mortalitate au avut populații și niveluri de productivitate diferite în întreaga lume. De exemplu, în Africa, musca tsetse – care afectează oamenii și animalele – a redus capacitatea africanilor de a ară pământul. Acest lucru a făcut ca Africa să fie mai puțin stabilă. În consecință, puterea politică a fost mai puțin concentrată.
Un exemplu de determinanți geografici pentru democrație este accesul la zonele de coastă și la râuri. Această dotare naturală are o relație pozitivă cu dezvoltarea economică datorită beneficiilor comerțului. Comerțul a adus dezvoltarea economică, care, la rândul său, a lărgit puterea. Conducătorii care doreau să mărească veniturile trebuiau să protejeze drepturile de proprietate pentru a crea stimulente pentru ca oamenii să investească.

## Perturbare
Unele guverne democratice s-au confruntat cu colapsul brusc de stat și schimbarea regimului la o formă nedemocratică de guvernare. Loviturile de stat sau rebeliunile militare interne sunt cele mai comune mijloace prin care guvernele democratice au fost răsturnate. Exemplele includ Războiul Civil Spaniol, Lovitura de stat din 18 Brumaire care a pus capăt Primei Republici Franceze și lovitura de stat din 28 mai 1926 care a pus capăt Primei Republici Portugheze. Unele lovituri de stat militare sunt susținute de guverne străine, cum ar fi lovitura de stat din Guatemala din 1954 și lovitura de stat iraniană din 1953. Alte tipuri de sfârșit brusc al democrației includ:
- Invazia, de exemplu ocupația germană a Cehoslovaciei și căderea Vietnamului de Sud.
- Lovitură de stat, în care liderul guvernului preia în mod extralegal toată puterea sau prelungește ilegal mandatul.
- Lovitură de stat regală, în care un monarh care nu este implicat în mod normal în guvern preia toată puterea. De exemplu, dictatura din 6 ianuarie, începută în 1929, când regele Alexandru I al Iugoslaviei a demis parlamentul și a început să guverneze prin decret.

Violența politică temporară sau pe termen lung și amestecul guvernului pot împiedica alegeri libere și corecte. Acest lucru s-a întâmplat la nivel local chiar și în democrații bine stabilite precum Statele Unite.

## Importanța mass-media
Teoria democrației se bazează pe presupunerea implicită că alegătorii sunt bine informați despre problemele sociale, politicile și candidații, astfel încât să poată lua o decizie cu adevărat informată. De la sfârșitul secolului al XX-lea a existat o preocupare tot mai mare că alegătorii ar putea fi slab informați, deoarece mass-media de știri se concentrează mai mult pe divertisment.
Profesorii de media Michael Gurevitch și Jay Blumler au propus o serie de funcții pe care se așteaptă să le îndeplinească mass-media într-o democrație:
- Supravegherea mediului sociopolitic
- Stabilirea agendei semnificative
- Dialog într-o gamă variată de puncte de vedere
- Mecanisme de tragere la răspundere a funcționarilor pentru modul în care și-au exercitat puterea
- Stimulente pentru ca cetățenii să învețe, să aleagă și să se implice
- O rezistență la eforturile forțelor din afara mass-media de a le submina independența, integritatea
- Un sentiment de respect pentru membrul audienței

Această propunere a inspirat o serie de discuții despre indeplinirea cerințelor unei democrații de catre mass-media. Mass-media comercială, în general, nu răspunde în fața nimănui, în afară de proprietarii lor și nu au obligația de a îndeplini o funcție democratică. Ele sunt controlate în principal de forțele economice ale pieței. Concurența economică acerbă poate forța mass-media să se abată de la orice ideal democratic și să se concentreze în întregime pe cum să supraviețuiască contra concurenței.
Capacitatea de răspuns și responsabilitatea sistemului democratic este compromisă atunci când lipsa accesului la informații substanțiale reduc capacitatea cetățenilor de a evalua procesul politic.
Mass-media comerciale sunt adesea diferențiate de-a lungul spectrului politic, astfel încât oamenii să poată auzi în principal opinii cu care sunt deja de acord. Prea multe controverse și opinii diverse nu sunt întotdeauna profitabile pentru mass-media comercială. Polarizarea politică apare atunci când diferiți oameni citesc diferite știri și se uită la diferite canale TV. Această polarizare a fost înrăutățită de apariția rețelelor de socializare care permit oamenilor să comunice în principal cu grupuri de oameni cu gânduri similare.
Apariția internetului și a rețelelor sociale a modificat profund condițiile comunicării politice. Rețelele de socializare au oferit cetățenilor obișnuiți acces ușor pentru a-și exprima opinia și a împărtăși informații. Acest lucru este adesea văzut ca un avantaj pentru democrație. Noile posibilități de comunicare au schimbat fundamental modul în care funcționează și se organizează mișcările sociale și mișcările de protest. Internetul și rețelele sociale au oferit instrumente noi și puternice pentru mișcările democratice din țările în curs de dezvoltare. O problemă foarte serioasă cu rețelele sociale este că nu au niciun filtru de adevăr. Mass-media consacrată trebuie să își păstreze reputația ca fiind de încredere, în timp ce cetățenii obișnuiți pot posta informații nesigure. De fapt, studiile arată că știrile false devin mai virale decât știrile adevărate.
Sursele de informare sigure sunt esențiale pentru procesul democratic. Guvernele mai puțin democratice se bazează foarte mult pe cenzură, propagandă și dezinformare pentru a rămâne la putere.

## Indicele democrației
Indicele democrației (în engleză Democracy Index) este un index calculat anual de revista „The Economist“ pentru gradul de democrație în 167 țări. A fost calculat prima dată în anul 2006. Indicele pentru anul 2020 a apărut în februarie 2021. Romȃnia se afla pe locul 46.